# 캄퐁 참 FC
캄퐁 참 FC(ក្លឹបបាល់ទាត់ខេត្តកំពង់ចាម)는 캄보디아의 축구단이다. 
틀:C리그 (캄보디아)